# Гальмарини, Невин
Невин Гальмарини (нем. Nevin Galmarini; род. 4 декабря 1986 года, Санкт-Галлен, Швейцария) — швейцарский сноубордист, выступающий в параллельных дисциплинах, олимпийский чемпион (2018) и призёр Игр (2014).

## Карьера
- Олимпийский чемпион Пхёнчхана в параллельном гигантском слаломе;
- Серебряный призёр зимних Олимпийских игр 2014 в параллельном гигантском слаломе;
- Бронзовый призёр зимней Универсиады 2011 в параллельном гигантском слаломе;
- Многократный призёр этапов Кубка мира и Европы;
- Многократный чемпион и призёр чемпионатов Швейцарии.